# Blanus
Blanus és un gènere de rèptils escatosos de la família Amphisbaenidae, coneguts vulgarment com a sargantanes cegues, aquest gènere habita als voltants del mar Mediterrani i comprèn a les úniques espècies d'amfisbenis que habiten a Europa.
Des del 2011, els espècies Blanus cinereus (serpeta cega) i Blanus tingitanus fan part de la Llista d’espècies silvestres en règim de protecció especial i del Catàleg espanyol d’espècies amenaçades.

## Taxonomia
- Blanus cinereus (Vandelli, 1797) Colobreta cega
- Blanus mariae Albert i Fernández, 2009
- B. mendezi† Bolet et al., 2014
- Blanus mettetali Bons, 1963
- Blanus strauchi (Bedriaga, 1884)
- Blanus tingitanus (Busack, 1988)